# Filterhilfsmittel
Filterhilfsmittel sind chemisch inerte Stoffe, die physikalisch-mechanisch eine Filtration unterstützen. Sie sollten nicht mit Flockungsmitteln verwechselt oder gleichgesetzt werden.
Man unterscheidet grundsätzlich folgende Typen von Filterhilfsmitteln:
- Stoffe, welche die Bildung eines Filterkuchens in Suspensionen mit wenigen Feststoffen fördern.
- Stoffe, die durch ihre Masse selbst einen feinporigen Filter bilden.
- Stoffe, welche einen dickflüssigen oder zu festen Filterkuchen lockern.

Filterhilfsmittel werden eingesetzt, um den eigentlichen Filter oder Filtereinsatz leichter reinigen zu können oder um zu verhindern, dass Feststoffe aus der Suspension den Filter verstopfen oder in das Filtrat geraten. Beispiele für häufig verwendete Filterhilfsmittel sind Cellulose, Kieselgel, Kieselgur oder Perlit. Nicht mehr eingesetzt wird – aufgrund seiner Schädlichkeit – Asbest. Verwendung finden die Hilfsmittel allgemein in der Wasseraufbereitung, Getränkefiltration und spezieller in der chemischen Industrie.